# Julio Meinvielle
Julio Meinvielle (* 31. August 1905 in Buenos Aires; † 2. August 1973) war ein nationalistischer katholischer Priester und argentinischer Schriftsteller.

## Leben
Als eine Leitfigur des katholischen Nationalismus verkörperte Pater Julio Meinvielle laut dem Historiker Uki Goñi eine „spezifisch argentinische Variante des Antisemitismus“. In seinem antisemitischen Bestseller El judío (Der Jude) erklärt Meinvielle 1936 die Juden zu den Feinden des Christentums, die „wir Christen … lieben müssen gemäß Christi Gebot, selbst deinen Feind zu lieben“. In Hacía la cristiandad vertrat er 1940 die Ansicht, dass der Nationalsozialismus dem göttlichen Willen entspreche und eine „Reinigung“ darstelle. Dabei sei der „Hitlerismus … paradoxerweise, das Vorzimmer des Katholizismus“. Den Achsenmächten komme die Aufgabe zu, alle „antichristlichen Strukturen“ zu zerstören.
Der Bestsellerautor trug mit seinen Werken dazu bei, dass sich in den 1940er-Jahren in Argentinien die verbreitete Einstellung festigte, Argentinien könne auf Grund seiner hispanischen und katholischen Tradition mit dem NS-Regime eine Allianz eingehen, ohne dabei den NS-typischen Rassismus zu übernehmen.
In Deutschland beziehen sich traditionell katholische Kreise auf Julio Meinvielle, die nach Ansicht ihrer kirchlichen Kritiker den „Völkischen Beobachter aus traditionalistisch-katholischer Sicht zu untermauern“ versuchen. Dazu zählt „der ehemalige Priesteramtskandidat der Diözese Augsburg und jetzige Verleger Anton Schmid“, der neben zahlreichen verschwörungstheoretischen und antisemitischen Schriften auch ein antisemitisches Werk Julio Meinvielles anbietet.